# Município de Paulding (condado de Paulding, Ohio)
O município de Paulding (em inglês: Paulding Township) é um município localizado no condado de Paulding no estado estadounidense de Ohio. No ano de 2010 tinha uma população de 4.022 habitantes e uma densidade populacional de 42,88 pessoas por km².

## Geografia
O município de Paulding encontra-se localizado nas coordenadas 41° 07′ 29″ N, 84° 37′ 39″ O. Segundo o Departamento do Censo dos Estados Unidos, o município tem uma superfície total de 93.81 km², da qual 93.53 km² correspondem a terra firme e (0.29%) 0.27 km² é água.

## Demografia
Segundo o censo de 2010, tinha 4.022 habitantes residindo no município de Paulding. A densidade populacional era de 42,88 hab./km². Dos 4.022 habitantes, o município de Paulding estava composto pelo 91.82% brancos, o 2.29% eram afroamericanos, o 0.55% eram amerindios, o 0.27% eram asiáticos, o 0.02% eram insulares do Pacífico, o 2.54% eram de outras raças e o 2.51% pertenciam a duas ou mais raças. Do total da população o 7.76% eram hispanos ou latinos de qualquer raça.